# الهند الصينية الفرنسية

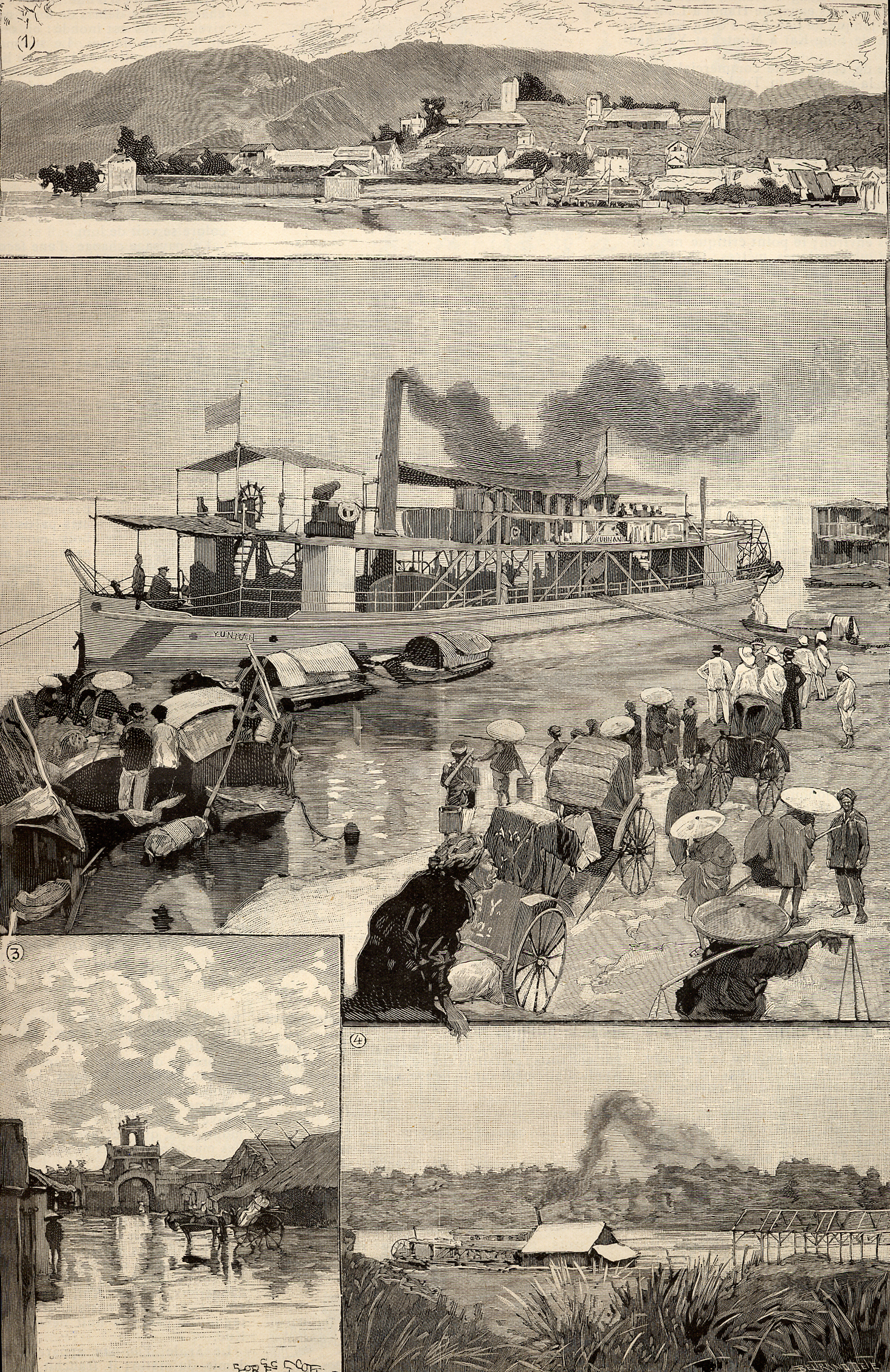
الهند الصينية عام 1891 (من مجلة العالم المصور).
1. بانوراما لاك كاي، القاعدة الفرنسية في الصين.
2. السفينة يون نان، على رصيف ميناء هانوي.
3. شوارع هانوي المغمورة بالفيضان.
4. مرحلة هبوط الفيضان في هانوي

الهند الصينية الفرنسية (كثيرًا ما كانت تختصر إلى Đông Pháp) هي جزء من الإمبراطورية الفرنسية الاستعمارية في جنوب شرق آسيا. وقد تأسس اتحاد فيدرالي عام 1887 من ثلاثة أقاليم فيتنامية وهي تونكين (Tonkin) (شمالاً)، أنام (Annam) (في الوسط) والصين الكوشينة (Cochinchina) (جنوبًا)، بالإضافة إلى كمبوديا.
ثم انضمت لاوس عام 1893 وقوانغتشووان عام 1900. وانتقلت العاصمة من سايغون (تُعرف حاليًا باسم هو تشي منه) في الصين الكوشينة إلى هانوي (تونكين) عام 1902 ومرة أخرى إلى دا لات (أنام) منذ عام 1939 حتى عام 1945، عندما عادت مرة أخرى إلى هانوي. وكانت المستعمرات بعد سقوط فرنسا خلال الحرب العالمية الثانية تُدار من قبل فرنسا الفيشية وكانت تحت الإشراف الياباني حتى هيمنت عليها اليابان تمامًا بين مارس وأغسطس عام 1945. وبداية من مايو 1941 بدأ الجيش الشيوعي في مدينة هو تشي منه، بقيادة فيت مين، ثورة ضد الحكم الفرنسي عرفت باسم الحرب الهندوصينية الأولى.
وفي عام 1949 في سايغون، حصلت دولة فيتنام المناهضة للشيوعية على استقلالها، بقيادة الإمبراطور السابق باو داي (Bảo Đại). وبعد معاهدة جنيف لعام 1954، شكلت فيت مين حكومة شمال فيتنام، رغم استمرار حكومة باو داي بالحكم في جنوب فيتنام.

## تاريخها

### التدخلات الفرنسية الأولى
بدأت العلاقات الفرنسية الفيتنامية في أوائل القرن السابع عشر بوصول المبشر اليسوعي ألكسندر دي رودس. في هذا الوقت، كانت فيتنام قد بدأت للتو «اندفاعها نحو الجنوب» (نام تيان)، واحتلال دلتا ميكونغ، وهي منطقة تابعة سابقًا لإمبراطورية الخمير وتبعت بامتداد أقل لمملكة تشامبا التي هُزمت عام 1471.
اقتصرت المشاركة الأوروبية في فيتنام على التجارة خلال القرن الثامن عشر، إذ استمر عمل المبشرين اليسوعيين بنجاح ملحوظ. في عام 1787، قدم بيير بينيو دي بيهين، وهو قس كاثوليكي فرنسي، التماسًا إلى الحكومة الفرنسية ونظم متطوعين عسكريين فرنسيين لمساعدة نغوين آن في استعادة الأراضي التي فقدتها عائلته لصالح تاي سين. توفي بينيو في فيتنام لكن قواته قاتلت حتى عام 1802 ضمن المساعدة الفرنسية لنغوين آن.

### القرن التاسع عشر
كانت الإمبراطورية الاستعمارية الفرنسية متغلغلة بشدة في فيتنام في القرن التاسع عشر. حدث التدخل الفرنسي أغلب الظن من أجل حماية عمل جمعية البعثات الأجنبية في باريس في البلاد. من جانبها، اعتبرت سلالة نغوين أن المبشرين الكاثوليك يشكلون تهديدًا سياسيًا؛ إذ خشيت المحظيات، على سبيل المثال، وهن زمرة هامة في نظام السلالات، على وضعهن في مجتمع يتأثر بالإصرار على الزواج الأحادي.
في عام 1858، انتهت فترة الوحدة القصيرة تحت حكم سلالة نغوين بهجوم ناجح على توران (دا نانغ حاليًا) من قبل الأدميرال الفرنسي تشارلز ريغولت دي غينولي بأوامر من نابليون الثالث. قبل الهجوم، فشلت جهود الدبلوماسي الفرنسي شارل دي مونتيني للتوصل إلى حل سلمي. لم ترَ فرنسا أي سبيل آخر، لذلك أرسلت غينولي في محاولة عسكرية منها لإنهاء اضطهاد المبشرين الكاثوليك وطردهم في فيتنام.
هاجمت 14 طائرة حربية فرنسية، و3300 رجل بينهم 300 جندي فلبيني قدمهم الإسبان، ميناء توران وتسببوا في أضرار كبيرة واحتلوا المدينة. بعد أن قاتل دي غينولي الفيتناميين لمدة ثلاثة أشهر ووجد نفسه غير قادر على التقدم أكثر برًا، سعى للحصول على الموافقة على هجوم بديل على سايغون وحصل عليها.
أثناء الإبحار إلى جنوب فيتنام، استولى دي غينولي على مدينة سايغون التي لم تتمتع بحماية جيدة في 17 فبراير 1859. ولكن مرة أخرى، لم يتمكن دي غينولي وقواته من الاستيلاء على أي أراضٍ خارج المحيط الدفاعي للمدينة. انتُقد دي غينولي بسبب أفعاله واستُبدل بالأدميرال بيج في 18 نوفمبر، وتلقى الأدميرال تعليمات للوصول إلى معاهدة تحمي العقيدة الكاثوليكية في فيتنام مع الامتناع عن تحقيق مكاسب إقليمية.
باءت مفاوضات السلام بالفشل واستمر القتال في سايغون. في نهاية المطاف في عام 1861، جلب الفرنسيون قوات إضافية لتعينها في حملة سايغون، وتقدموا خارج المدينة وبدأوا في الاستيلاء على مدن في دلتا ميكونغ. في 5 يونيو 1862، استسلم الفيتناميون ووقعوا معاهدة سايغون التي وافقوا بموجبها على تشريع الممارسة الحرة للديانة الكاثوليكية؛ وفتح التجارة في دلتا ميكونغ وفي ثلاثة موانئ عند مصب النهر الأحمر في شمال فيتنام؛ والتنازل عن مقاطعات بين هوا وجيا دن ودين تونغ بالإضافة إلى جزر بولو كوندور لصالح فرنسا؛ وأيضًا دفع تعويضات تعادل مليون دولار.
في عام 1864، شكلت المقاطعات الثلاث المذكورة أعلاه والتي تنازل عنها الفيتناميون لصالح فرنسا رسميًا مستعمرة كوتشينشينا الفرنسية. لاحقًا في عام 1867، أجبر الأدميرال الفرنسي بيير دي لا غرانديير الفيتناميين على التنازل عن ثلاث مقاطعات إضافية، وهي مقاطعات تشاو دوك، ها تيان، وفين لونغ. بالاستيلاء على هذه المقاطعات الإضافية الثلاث، سقط كامل جنوب فيتنام ودلتا نهر ميكونغ تحت السيطرة الفرنسية.
في عام 1863، طلب الملك الكمبودي نورودوم إنشاء محمية فرنسية في بلاده. في عام 1867، تخلت سيام (تايلاند الحديثة) عن السيادة على كمبوديا واعترفت رسميًا بالحماية الفرنسية عليها في عام 1963، مقابل السيطرة على مقاطعتي باتامبانج وسيام ريب اللتين أصبحتا رسميًا جزءًا من تايلاند. (أُعيدت هذه المقاطعات إلى كمبوديا بموجب معاهدة حدودية بين فرنسا وسيام في عام 1906).

### التأسيس
سيطرت فرنسا على شمال فيتنام بعد انتصارها على الصين في الحرب الصينية الفرنسية (1884-1885). تأسست الهند الصينية الفرنسية في 17 أكتوبر 1887 من آنام وتونكين وكوتشينشينا (شكل الثلاثة معًا فيتنام الحديثة) ومملكة كمبوديا؛ ضُمت لاوس بعد الحرب الفرنسية السيامية عام 1893.
استمر الاتحاد حتى 21 يوليو 1954. في المحميات الأربع، تركت فرنسا الحكام المحليين يتولون السلطة، وهم أباطرة فيتنام، وملوك كمبوديا، وملوك لوانغ برابانغ، لكنها في الواقع جمعت كل السلطات في يدها، إذ تصرف الحكام المحليون كرؤساء شكليين فقط.

### الثورات الفيتنامية
بينما كان الفرنسيون يحاولون فرض سيطرتهم على كمبوديا، بدأ تشكل حركة تمرد فيتنامية واسعة النطاق، دُعيت حركة كان فونغ، بهدف طرد الفرنسيين وتنصيب الإمبراطور الصبي هام نجي زعيمًا لفيتنام مستقلة. استهدف المتمردون، بقيادة فان دين فونغ وفان تشو ترين وفان بوي تشاو وتران كوي كاب وهوين ثوك كانغ، المسيحيين الفيتناميين، إذ كان عدد الجنود الفرنسيين ضئيلًا للغاية، ما أدى إلى مذبحة راح ضحيتها نحو 40 ألف مسيحي. أُسقط التمرد في النهاية بتدخل عسكري فرنسي، وافتقد إلى الوحدة في الحركة.
اشتدت المشاعر القومية في فيتنام، خاصة أثناء الحرب العالمية الأولى وبعدها، لكن فشلت كل الانتفاضات والجهود المترددة في الحصول على تنازلات كافية من الفرنسيين.

## الإدارة
كان يرأس حكومة الهند الصينية الفرنسية الحاكم العام وعدد من السكان الفرنسيين. يساعد الحاكم العام نظام من الوكالات الحكومية المختلفة، ولكن هذه الوكالات تعمل فقط كاستشارة لمساعدة الحاكم العام على أداء دوره وممارسة صلاحياته. كان لمحميات كمبوديا وأنام وتونكين ولاوس جميعًا مشرفين مقيمين، بينما كان لمستعمرة كوتشينشينا حاكمًا. دُمجت في المحميات الإدارات الأصلية اسميًا مع الإدارة الفرنسية، واحتفظ الفرنسيون بالحكم المباشر في مستعمرة كوتشينشينا و«المدن الاستعمارية»، مثل دا نانغ في أنام. كان لجميع البلدان المكونة للهند الصينية الفرنسية أنظمتها القانونية الخاصة بها. في أنام وتونكين، ظلت قوانين سلالة نجوين الحاكمة، مثل ساك وتشي ودو سارية المفعول ولكنها كانت تابعة لقوانين الإدارة الفرنسية.
نشأت وحكمت الحكومة العامة للهند الصينية الفرنسية من خلال مراسيم رئاسية. احتفظ الحاكم العام بالسلطة العليا في الهند الصينية الفرنسية على الفروع التشريعية والتنفيذية والقضائية للحكومة وكان له سلطة تعيين المسؤولين. كان الحاكم العام أيضًا مسؤولًا عن جميع الشؤون العسكرية للبلاد، ومن بين مسؤولياته القدرة على إنشاء فيلق عسكري، ونشر القوات العسكرية الهندية الصينية، وإصدار أوامر التجنيد الإجباري. ومع ذلك، لم يكن الحاكم العام مسؤولًا عن القيادة الفعلية للقوات العسكرية أثناء الحملات والمعارك العسكرية الفعلية. كان الحاكم العام أيضًا رئيسًا للمجلس الأعلى للهند الصينية (أعيد تسميته لاحقًا إلى مجلس حكومة الهند الصينية) والذي كان أعلى وكالة حكومية مسؤولة عن الشؤون العامة.
تشمل الوكالات الحكومية الأخرى للحكومة العامة في الهند الصينية الفرنسية مجلس الدفاع الهندي الصيني، ولجنة الاستشارات المتعلقة بالألغام، والمجلس الاستشاري للتعليم في الهند الصينية، والمجلس الأعلى لاستغلال المستعمرات، وجمعية المصالح الاقتصادية والمالية الهندية، إلخ.
في محميات أنام وتونكين، تقاسمت حكومة سلالة نجوين سلطتها مع الإدارة الفرنسية بحكم القانون، ولكنها كانت في الواقع محكومة مباشرة من قبل الجهاز الاستعماري الفرنسي. لم يكن للمشرفين المقيمين وحاكم كوشينشينا سلطات تشريعية، بل فقط تنفيذية. بينما حافظ أباطرة سلالة نجوين على سلطاتهم التشريعية، كان لابد من الموافقة على جميع المراسيم الإمبراطورية إما من قبل الرئيس المقيم في أنام أو من قبل الحاكم العام للهند الصينية الفرنسية. حتى أوائل القرن العشرين، ظل هوانغ فييت لاوت لي، المعروف أحيانًا باسم «جيا لونغ كود» القانون المدني الرئيسي لسلالة نجوين حتى أصدر الإمبراطور القانون المدني المتطابق تقريبًا لأنام والقانون المدني لتونكين.
طُبّق أيضًا عدد من الوثائق القانونية السارية في الجمهورية الفرنسية على الهند الصينية الفرنسية، ومن بينها قانون نابليون لعام 1804، وقانون التجارة لعام 1807، وقانون التعليم الإجرامي، وقانون العقوبات الفرنسي لعام 1810. دخلت هذه القوانين حيز التنفيذ في الهند الصينية الفرنسية في التاريخ الذي أصدر فيه الحاكم العام مراسيم بأنها ستطبق أيضًا على الاتحاد.
كان لابد من إرسال المراسيم التشريعية للحاكم العام إلى وزير المستعمرات لدراستها، ثم يوافق الوزير على المراسيم أو يرفضها. ومع ذلك، لم يكن من حق وزير المستعمرات إجراء أي تعديلات على المراسيم، وإذا رغبوا في تعديلها، فسيتعين عليهم صياغتها ثم إرسال المسودة إلى رئيس فرنسا. المراسيم الرئاسية فقط هي التي يمكنها إلغاء قرارات الحاكم العام. لم يكن من الضروري إرسال المراسيم التنفيذية إلى متروبوليتان فرنسا لمراجعتها وتدخل حيز التنفيذ على الفور.
في جميع أنحاء فيتنام، كان لآلاف القرى قوانينها القانونية المستقلة التي تحكم العلاقات الاجتماعية داخل مجتمع القرية، ووجدت آلاف اللوائح المكتوبة واعترفت بها الإدارة المركزية في كثير من الأحيان. عُرفت هذه الرموز القانونية باسم Hương ước (鄉 約) وHương lệ (鄉 例) وLệ làng (例 廊)، والتي يمكن ترجمتها على أنها «عهود ريفية»، وكانت موجودة أيضًا في الصين وكوريا. احتوت Hương ước على قواعد حول الممارسات القانونية المختلفة مثل إدارة الأراضي، والزواج، وعلاقات العمل، والتحكيم في النزاعات، بالإضافة إلى العادات المحلية مثل العلاقات الأسرية، والعلاقات القروية، والأشباح، وعبادة الأسلاف، والتضحية، والحداد، والشوق. حاولت كل من الحكومة العامة في الهند الصينية الفرنسية وحكومة سلالة نجوين إصلاح هذه القواعد واللوائح لصالحهما. لتوسيع قوتهم إلى القرى الصغيرة والقرى الفيتنامية، أصدرت الإدارة الفرنسية نماذج للقرى لتتبعها، لكن استمرت العديد من القرى الفيتنامية بالعمل بشكل مستقل عن الإدارات الفرنسية ونغوين.

## التركيبة السكانية

### السكان
شكلت المجموعات العرقية الفيتنامية واللاو والخمير غالبية سكان مستعمراتهم. كانت تُعرف مجموعات الأقليات مثل مون جوتاي وتشامس وجاراي مجتمعة باسم مونتاغناردس وكانت تقيم بشكل أساسي في المناطق الجبلية في الهند الصينية. تركز عرق الهان الصيني إلى حد كبير في المدن الكبرى، وخاصة في جنوب فيتنام وكمبوديا، حيث انخرطوا بشكل كبير في التجارة والصناعة، بالإضافة إلى ذلك، كانت هناك أيضًا أقلية فرنسية صغيرة تمثل 0.2% من السكان (أو 39000 شخص) بحلول عام 1940. كان حوالي 95% من سكان الهند الصينية الفرنسية من الريف وفقًا لتقدير عام 1913، على الرغم من أن التوسع الحضري نما ببطء خلال فترة الحكم الفرنسي.

### الدين
كانت الديانة الرئيسية في الهند الصينية الفرنسية هي البوذية، مع تأثر بوذية ماهايانا بالكونفوشيوسية الأكثر هيمنة في فيتنام، بينما كانت بوذية ثيرافادا أكثر انتشارًا في لاوس وكمبوديا. بالإضافة إلى ذلك، انتشرت الإرساليات الكاثوليكية النشطة على نطاق واسع في جميع أنحاء الهند الصينية وقُدر أن 10% من سكان تونكين على أنهم كاثوليك بحلول نهاية الحكم الفرنسي. بدأت أصول الكاو دائية خلال هذه الفترة أيضًا.

### المستوطنات الفرنسية
على عكس الجزائر، لم يحدث الاستيطان الفرنسي في الهند الصينية على نطاق واسع. بحلول عام 1940، كان يعيش حوالي 34000 مدني فرنسي فقط في الهند الصينية الفرنسية، جنبًا إلى جنب مع عدد أقل من العسكريين الفرنسيين والعاملين في الحكومة. عاش نصف هؤلاء «16550 تقريبًا» في كوتشينشينا، مع وجود الغالبية العظمى منهم في سايغون.
كانت الأسباب الرئيسية لعدم نمو الاستيطان الفرنسي بطريقة مماثلة لتلك الموجودة في شمال إفريقيا الفرنسية (التي كان عدد سكانها أكثر من مليون مدني فرنسي) هي اعتبار الهند الصينية مستعمرة الاستغلال الاقتصادي (مستعمرة اقتصادية) بدلًا من مستعمرة الاستيطان (مستعمرة استيطانية تساعد متروبوليتان فرنسا على عدم الاكتظاظ بالسكان)، ولأن الهند الصينية كانت بعيدة عن فرنسا نفسها.

### اللغة
خلال الحكم الاستعماري الفرنسي، كانت اللغة الفرنسية هي اللغة الرئيسية للتعليم والحكومة والتجارة والإعلام. انتشرت الفرنسية بين سكان المناطق الحضرية وشبه الحضرية وأصبحت اللغة الرئيسية للنخبة والمتعلمين. كان هذا ملحوظًا في مستعمرات تونكين وكوتشينشينا (شمال وجنوب فيتنام على التوالي)، حيث كان النفوذ الفرنسي أكثر كثافة، في حين أن أنام ولاوس وكمبوديا كانت أقل تأثرًا بالتعليم الفرنسي. على الرغم من هيمنة الفرنسية في الأوساط الرسمية والتعليمية، بقيت نسبة كبيرة من السكان المحليين يتحدثون لغاتهم الأصلية. بعد انتهاء الحكم الفرنسي، استمر استخدام اللغة الفرنسية إلى حد كبير بين الحكومات الجديدة (باستثناء فيتنام الشمالية). حاليًا، يستمر تعليم الفرنسية كلغة ثانية في المستعمرات السابقة وتستخدم في بعض الشؤون الإدارية.